# Allan Ramsay (pittore)
Allan Ramsay (Edimburgo, 13 ottobre 1713 – Dover, 10 agosto 1784) è stato un pittore britannico.

## Biografia
Figlio dell'omonimo poeta scozzese, si formò come artista prima a Edimburgo, poi a Londra e, infine, in Italia (Roma e Napoli), dove fu a bottega da Francesco Solimena ed ebbe modo di conoscere l'opera di Pompeo Batoni, ritrattista molto apprezzato dai nobili inglesi in visita a Roma.
Tornato in patria, divenne pittore di corte di Giorgio III e realizzò numerosi ritratti del sovrano e dei membri della sua famiglia (la regina Carlotta con il principe di Galles e il duca di York). Per lui posarono anche i filosofi Jean-Jacques Rousseau e David Hume.